# Viktor Agardius
Viktor Agardius (* 23. Oktober 1989 in Skepparslöv) ist ein schwedischer Fußballspieler. Der Defensivspieler bestritt seine bisherige Karriere in Schweden und Italien.

## Sportlicher Werdegang
Agardius entstammt der Jugend von Kristianstads FF. Bem seinerzeitigen Drittligisten rückte er 2008 in die Wettkampfmannschaft auf und lief als Stammspieler in den nächsten Spielzeiten in der Division 1 auf. Trainer Peter Swärdh holte ihn vor der Spielzeit 2012 zu Mjällby AIF in die Fotbollsallsvenskan. Anfangs noch Ergänzungsspieler etablierte er sich auch hier im Saisonverlauf als Stammspieler. Auch unter Swärdhs Nachfolger Anders Torstensson stand er regelmäßig in der Startelf, am Ende der Spielzeit 2014 belegte er jedoch mit der Mannschaft an der Seite von Mattias Asper, Andreas Blomqvist, Mattias Håkansson, Kristian Haynes, Robin Strömberg und Christian Wilhelmsson einen Abstiegsplatz.
Nach dem Abstieg blieb Agardius jedoch in der höchsten Spielklasse und schloss sich Kalmar FF an, wo er ebenfalls auf Anhieb Stammspieler in der Abwehrreihe war. Im Juli 2016 zog er sich einen Kreuzbandriss zu Kurze Zeit später setzte der Klub jedoch ein Zeichen und verlängerte den zum Jahresende auslaufenden Vertrag mit einer Laufzeit bis Ende 2019. Im Sommer des folgenden Jahres kehrte er auf den Platz zurück, um im letzten Saisondrittel einer der Garanten für den Klassenerhalt am Ende der Spielzeit 2017 zu sein. Anschließend weiters Stammspieler musste er mit der Mannschaft zwei Jahre später in der Relegation antreten. In beiden Spielen gegen IK Brage stand er in der Startfor4mation. Nachdem beim 2:0-Auswärtserfolg im Hinspiel Geir André Herrem und Nils Fröling mit ihren Treffern den Klub in eine gute Ausgangsposition geschossen hatten, bedeutete ein 2:2-Remis im Rückspiel den ungefährdeten Klassenerhalt – Fidan Aliti und Herman Hallberg hatten trotz Unterzahl nach einem Platzverweis gegen Piotr Johansson Mitte der zweiten Halbzeit bis zu 86. Spielminute eine 2:0-Führung herausgeschossen, ehe Jonathan Morsay und Christian Kouakou in den letzten Minuten noch Ergebniskosmetik betrieben.
Zunächst war Agardius nach Auslaufen seines Vertrags vereinslos, ehe er sich kurz vor Ende des Wintertransferfensters dem italienischen Klub AS Livorno anschloss. Unter Roberto Breda, der kurz vor der Verpflichtung Paolo Tramezzani als Cheftrainer beerbt hatte, debütierte er beim seinerzeitigen Schlusslicht der Serie B bei der 0:1-Niederlage gegen US Salernitana am 23. Februar 2000 durch einen Treffer von Milan Đurić in der Startelf an der Seite von Enrico Del Prato, Andrea Luci, Antonio Porcino, Matija Boben und Sven Braken. Dies blieb Agardius' einziger Pflichtspieleinsatz in Italien, nicht zuletzt da Breda bereits Anfang März durch Antonio Filippini ersetzt und im April der Spielbetrieb aufgrund der COVID-19-Pandemie in Italien eingestellt wurde. Ende April kündigte er daraufhin an, seinen Vertrag im Sommer beenden und nach Schweden zurückkehren zu wollen.
Ende Mai 2020 unterzeichnete Agardius einen bis Ende des Jahres laufenden Vertrag bei seinem Ex-Klub Mjällby AIF. In der Mitte Juni beginnenden Spielzeit 2020 bestritt er 26 der 30 möglichen Saisonspiele und verpasste mit der Mannschaft als Tabellenfünfte nur knapp den Europapokal. Dennoch verließ er ablösefrei den Klub und wechselte innerhalb der Meisterschaft zum IFK Norrköping. Auch hier war er über weite Strecken erneut Stammspieler, in der Vorbereitung zur Spielzeit 2022 zog er sich jedoch eine Muskelverletzung zu und verpasste die ersten Wochen.